# Синдром дракона
«Синдром дракона» — российско-украинский телесериал 2012 года, снятый режиссёром Николаем Хомерики. Фильм основан на реальных событиях, связанных с обнаруженной в 1993 году в Кировограде коллекцией Ильина.

## Сюжет
В сериале в детективной форме рассказывается о событиях, связанных с присвоением и хранением группой высокопоставленных чинов НКВД и КПСС больших культурных и исторических ценностей, изъятых в годы Второй мировой войны как на территории освобождённых советскими войсками стран Европы, так и в СССР у репрессированных лиц.
Уже в наши дни некто начинает вести игру с ФСБ «по-крупному», давая зацепки и выводя на след этой огромной коллекции. «Отработавших своё» персонажей безжалостно уничтожают, как ненужные винтики механизма.

## В ролях
- Леонид Бичевин — Александр Юрьевич Волков, капитан ФСБ
- Дмитрий Муляр — Александр Нелин, он же Анатолий Авдеев
- Андрей Мерзликин — Владимир Терехов, офицер МГБ/КГБ, он же Виктор Тимофеевич Зарубин
- Алексей Серебряков — Константин Викторович Запорожец, полковник ФСБ, директор департамента
- Алексей Гуськов — Андрей Григорьевич Еремеев, генерал МГБ/КГБ
- Екатерина Климова — Евгения Щёголева, подполковник ФСБ, заместитель Запорожца
- Кристина Асмус — Александра Максимова, эксперт, научный сотрудник НИИ редкой книги
- Карина Андоленко — Лидия Савченко в молодости, работница ткацкой фабрики
- Елена Шевченко — Лидия Савченко
- Лев Борисов — Виктор Тимофеевич Зарубин, собаковод на притравочной станции в Долгопрудном, в прошлом — Владимир Терехов
- Владимир Капустин — Алексей Павлович Харченко, подполковник СБУ в Кировограде
- Юрий Цурило — Михаил Иванович, генерал ФСБ
- Карэн Бадалов — Изя Кенигштейн, антиквар, специалист по реставрации старинных книг
- Николай Пономаренко — Григорий Кенигштейн, сын Изи
- Никита Емшанов — Артём, воин-афганец, сын Лидии и Анатолия Авдеева
- Александр Семчев — Владимир Карпович Ёлкин, инструктор ЦК КПСС в 1950-60-е годы, основатель коллекции
- Алексей Кравченко — Николай Владимирович Ёлкин, сын Владимира Ёлкина
- Павел Майков — Денис, «офтальмолог», подручный Николая Ёлкина
- Артём Ткаченко — Сковорода, курьер
- Борис Каморзин — Григорий Константинович Златопольский, зам. особиста ткацкой фабрики в Кировограде
- Юрий Назаров — отец Никодим, священник
- Сергей Петров — Виталий Емельянович Рудалёв, владелец антикварного интернет-магазина
- Ольга Чурсина — Инна Исаева в молодости, бывшая балерина, жена Еремеева
- Людмила Чурсина — Инна Исаева, вдова Еремеева
- Михаил Евланов — Серый, подручный Николая Ёлкина
- Виктор Сарайкин — Савостьянов, сотрудник ФСБ России в Праге
- Наталья Романычева — Кристина, агент Еремеева (нет в титрах)
- Иван Иванов — Эрнесто Че Гевара
- Рамис Ибрагимов — Фильштинский
- Антонина Москаленко — эпизод

## Факты
- Завязка сюжета построена на реальных событиях. В Кировограде от инсульта поздней осенью 1993 года умер простой электрик Ильин. В его доме была обнаружена значительная по размерам и ценности коллекция предметов искусства и драгоценностей[2].
- Съёмка эпизодов сериала проводилась в Москве, Одессе, Кировограде, Праге[3].